# 安德鲁·利思·海伊
安德鲁·利思·海伊（1785年2月17日—1862年10月13日）是一位苏格兰军人、政治人物和古建筑学家，参加过拿破仑战争，1834年当选英国皇家学会会士并获得皇家圭尔夫勋章，主要作品有《半岛战争回忆录》（A Narrative of the Peninsular War，1831年）等。